# 重政庸徳
重政 庸徳（しげまさ ようとく、1895年1月15日 - 1977年9月28日）は日本の政治家。元参議院副議長。衆議院議員の重政誠之は弟。正三位勲一等。

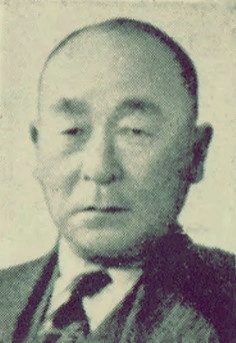
重政庸徳

## 来歴・人物
広島県深安郡神辺町出身。広島県立福山中学(現広島県立福山誠之館高等学校)から第五高等学校を経て東京帝国大学農学部卒業後、1923年農林省入省。岡山農地事務局長などを歴任した後1953年第3回参議院議員通常選挙で初当選。1962年に参議院副議長に就任。1967年、副議長在任時に重政の秘書が参議院副議長室を舞台に、暴力団幹部に対し拳銃を不法売買したという「国会内短銃密売事件」で逮捕されたため、2月2日に参議院本会議で議員辞職勧告決議が上程される。決議は否決されたが、重政は本会議場で自民党籍の離を脱し登院を控え謹慎することを表明し、謹慎は77日間になった。
その後、参議院議員を三期務め1971年6月、引退。
1965年勲一等瑞宝章受章。1977年9月28日死去。82歳没。